# Virus hnědé vrásčitosti plodů rajčete

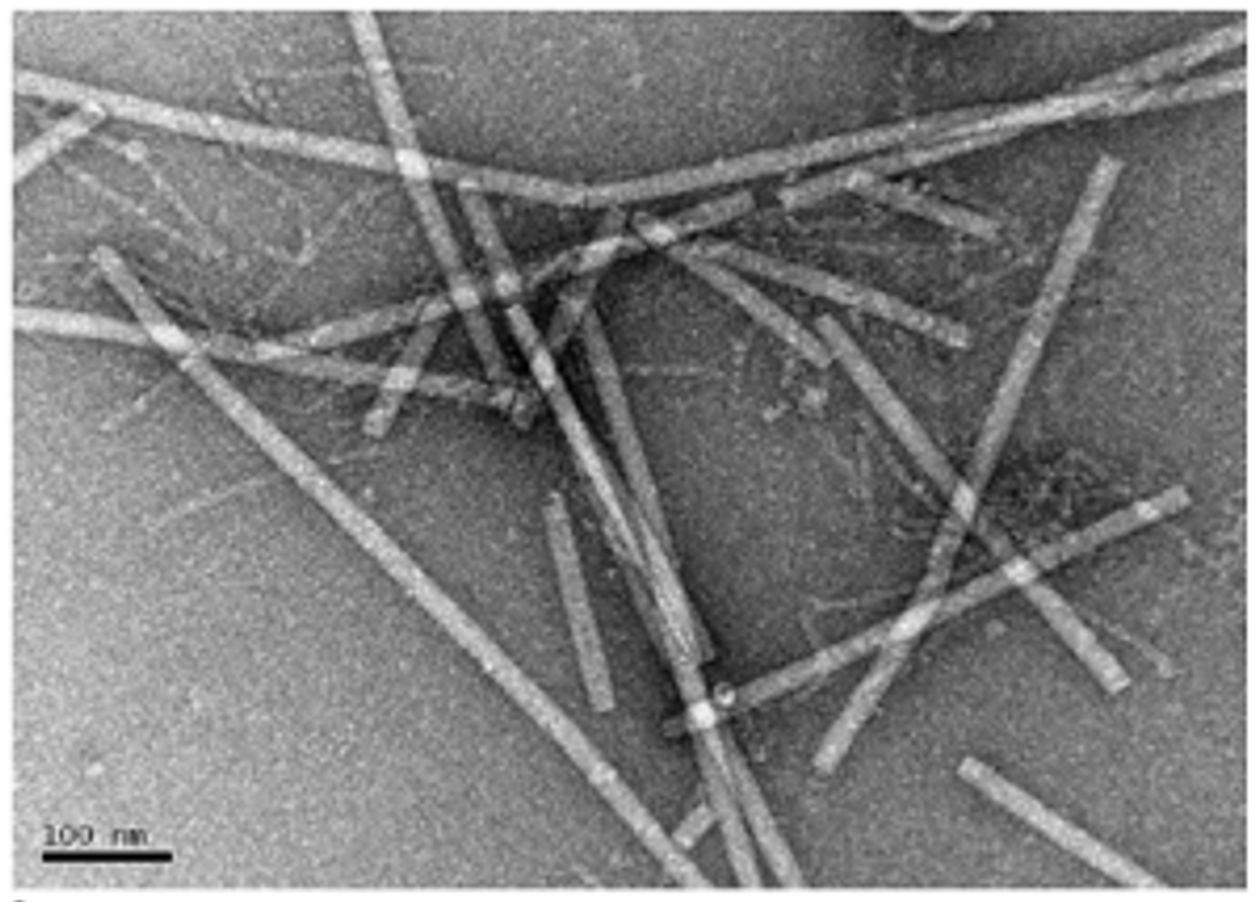
viriony pod mikroskopem

Virus hnědé vrásčitosti plodů rajčete (Tomato brown rugose fruit virus, ToBRFV) je rostlinný virus z rodu Tobamovirus, poprvé popsaný v roce 2015. Od prvního zjištěného výskytu v Jordánsku a Izraeli se rychle rozšířil. Hlavními hostiteli jsou rajčata a papriky. Virus způsobuje příznaky jako mozaikování a kroucení listů a hnědé, vrásčité skvrny na plodech. Následky propuknutí nákazy mohou být závažné a plody napadených rostlin jsou neprodejné.

## Výskyt v Česku
V lednu 2021 napadl virus ToBRFV rajčata ve sklenících u Velkých Němčic, kam se zřejmě dostal s infikovanou sadbou.